# Melanówek
Melanówek – mała osada w Polsce położona w województwie pomorskim, w powiecie chojnickim, w gminie Chojnice. 
Niewielka osada  przy czynnym szlaku linii kolejowej (trasa transportowa) Chojnice-Sępólno Krajeńskie-Więcbork, wchodzi w skład sołectwa Ogorzeliny. Osada charakteryzuje się rozwiniętą działalnością rolną.
W latach 1975–1998 miejscowość administracyjnie należała do województwa bydgoskiego.

## Historia
Melanówek posiada wspólną z Melanowem historię, powstała około 1853 roku jako folwark Melanowa. 

## Sport
W osadzie założono w 2009 roku klub piłkarski grający w Chojnickiej lidze okręgowej "A" klasie - LKS Saper Melanówek. 